# Rafaël Pividal
Rafaël Pividal (* 2. August 1934 in Argentinien; † 2. Oktober 2006 in Villejuif) war ein französischer Schriftsteller.

## Leben und Werk
Rafaël Pividal hatte einen argentinischen Vater und eine französische Mutter, Tochter der Schauspielerin Germaine Dermoz (1888–1966). Er wuchs in Argentinien auf. Durch den Tod des Vaters 1944 verarmte die Familie. Er machte 1952 Abitur, wechselte nach Frankreich und erwarb die Agrégation. Ab 1964 lehrte er Kunstsoziologie an der Sorbonne. Er wurde 1995 mit der Arbeit De la logique narrative ou du sens et de la fonction de la fiction in Soziologie promoviert. Einer seiner zahlreichen Romane wurde auch ins Deutsche übersetzt. Die Kritik sah ihn als einen Autor im Geiste Voltaires.

## Werke (Auswahl)
- Une paix bien intéressante. Récits. Seuil, Paris 1963.
- Tentative de visite à une base étrangère. Récit. Seuil, Paris 1969.
- Plus de quartier pour Paris. Seuil, Paris 1970.
- Le capitaine Nemo et la science. Grasset, Paris 1972.
- Emily et une nuit. Roman. Seuil, Paris 1974.
- La maison de l'écriture. Roman. Seuil, Paris 1976.
- Pays sages. Roman. Éditions Rupture, Paris 1977.
  - (deutsch) Guten Tag, Apokalypse! Ein Politcomic. Matthes & Seitz, München 1981. (übersetzt von Wieland Grommes, 1953–2015)
- Un professeur d'américain. Balland, Paris 1978.
- La tête de Louis XVI. Nouvelles. Éditions Rupture, Paris 1978.
- Le pré joli. Balland, Paris 1979.
- Le faux prêtre. Presses de la Renaissance, Paris 1980.
- La Découverte de l'Amérique. Roman. Grasset, Paris 1981.
- La Montagne fêlée. Grasset, Paris 1985.
- Grotius. Grasset, Paris 1986.
- Le Petit Marcel. Roman. Grasset, Paris 1989.
- Hugo, l'enterré vivant. Presses de la Renaissance, Paris 1990.
- Le goût de la catastrophe. Nouvelles. Presses de la Renaissance, Paris 1991. (Prix Goncourt/Kurzgeschichte)
- Les aventures ordinaires de Jacques Lamare. Quai Voltaire, Paris 1992.
- 1994. Roman. R. Laffont, Paris 1993.